# 穴狼蛛
穴狼蛛（学名：Lycosa singoriensis）为狼蛛科狼蛛属的动物。分布于古北区以及中国大陆的新疆、内蒙等地，主要穴居于草原、森林以及丘陵。该物种的模式产地在欧洲。它是一种有较高毒性的蜘蛛。